# Andre Stander
Andre Stander, južnoafriški policist in bančni ropar, * 1946, † 1984.
Stander je bi sprva policijski stotnik v Johannesburgu potem pa je leta 1970 postal bančni ropar. Po 30 ropih so ga ujeli in obsodili na 75 let zapora. Leta 1980 je z dvema zapornikoma ušel iz zapora, skupaj pa so osnovali tolpo ki je ropala banke. Leta 1984 so ga ustrelili na Floridi. Po njem je bil posnet film Stander.
1. 1 2  Normativna kontrola Kongresne knjižnice — Library of Congress.